# Novelsis sabulorum
Novelsis sabulorum är en skalbaggsart som beskrevs av William James Beal 1984. Novelsis sabulorum ingår i släktet Novelsis och familjen ängrar. Inga underarter finns listade i Catalogue of Life.